# Анна фон Клеве
Анна фон Клеве (на немски: Anna von Kleve; * 21 май 1495 в Клеве; † 24 май 1567) от фамилията Дом Ламарк е принцеса от Клеве и чрез жентиба графиня на Валдек-Айзенберг (1524 – 1539).
Тя е единствената дъщеря на херцог Йохан II фон Клеве (1458 – 1521) и съпругата му Матилда фон Хесен (1473 – 1505), дъщеря на ландграф Хайнрих III „Богатия“ фон Хесен (1440 – 1483) и Анна фон Катценелнбоген (1443 – 1494), дъщеря на граф Филип I фон Катценелнбоген..
Нейният брат Йохан III фон Юлих-Клеве-Берг (1490 – 1539) през 1517 – 1519 г. я затваря заради брака ѝ. Анна фон Клеве умира на 24 май 1567 г. на 72 години.

## Фамилия
Анна фон Клеве се омъжва на 22 януари 1519 г. в Клеве за граф Филип III фон Валдек-Айзенберг (* 9 декември 1486; † 20 юни 1539), син на граф Филип II фон Валдек-Айзенберг († 1524) и първата му съпруга Катарина фон Золмс-Лих († 1492). Тя е втората му съпруга. Около 1520 г. Филип III строи крило за живеене в дворец Голдхаузен в Корбах. През 1526 – 1530 г. Филип купува манастир Аролдезен в Аролзен и го приспособява за дворец-резиденция. Те имат децата:
- Филип V (* 1519/1520; † 5 март 1584), каноник в Св. Виктор в Майнц (1530), каноник в Св. Гереон (1544 – 1558), женен за Елизабет фон Елсен († юни 1584)
- Йохан I (* 1521/22; † 9 април 1567), основател на „Новата Ландауска линия“, която измира 1597 г.
- Катарина (* ок. 1524; † 18 юни 1583), омъжена на 8 май 1550 г. за граф Бернхард VIII цур Липе († 1563)
- Фридрих/Франц (* ок. 1526; † 29 юли 1574), свещеник в Кьолн (1549), женен 1563 г. за Мария Гогреве († 1580/1596)
- Елизабет (* ок. 1528), умира млада